# Stor magmask

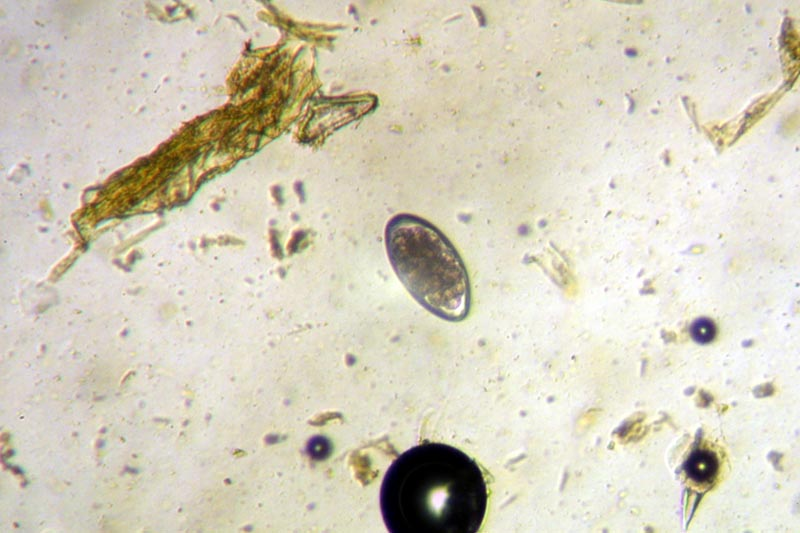
Ägg av Haemonchus contortus.

Stor löpmagmask, stor magmask, magmask (Haemonchus contortus) är en rundmask som lever som parasit i löpmagen på bland annat får. Ekologiska gårdar har fått kritik för att de inte gör tillräckligt mycket för att skydda djuren mot olika parasiter, med fokus på löpmagmasken.